# 刘拓 (1990年)
刘拓（1990年2月28日—2021年10月26日），男，汉族，湖南常德人，生于云南昆明。中华人民共和国考古学家、旅行作家，北京大学考古文博学院博士。曾任兰州文理学院旅游学院副教授，于2021年9月离职。2021年10月坠崖身亡后，其生前涉藏言论在网络上引发争议。

## 生平

### 教育经历
初中、高中就读于陕西西安西北工业大学附属中学，是生物竞赛保送生，本科先在北京大学地球与空间科学学院学地质学，后转在北京大学元培学院学古生物专业。本科毕业后，在北大考古文博学院旧石器考古专业硕博连读，师从王幼平。

### 考察古迹
2015年7月，在伊拉克考察古迹时，因被军队怀疑与“伊斯兰国”有关而误抓。后于7月27日获释。2014年和2017年，曾两次前往阿富汗。
2021年10月在四川马尔康考察甲扎尔甲山洞窟壁画时坠崖身亡，终年31岁。

## 著作

### 书籍
《阿富汗访古行记》北京大学出版社，2021

### 论文
《伊朗旧石器考古简史及早期文化的发现与研究》，载《人类学学报》2017,36(01):49-61.

## 综艺节目
曾经参与《奇葩大会》第二季。